# 한 많은 남아일생
"한 많은 남아일생"은 1970년 공개된 대한민국의 영화이다.

## 배역
- 신영균
- 윤정희
- 이순재